# Svojat
Svojat är en ort i Bosnien och Hercegovina. Den ligger i den centrala delen av landet, 70 km nordost om huvudstaden Sarajevo. Svojat ligger 307 meter över havet och antalet invånare är 3 516.
Terrängen runt Svojat är kuperad söderut, men norrut är den platt. Runt Svojat är det ganska tätbefolkat, med 83 invånare per kvadratkilometer.. Närmaste större samhälle är Tuzla, 16,8 km norr om Svojat. 
I omgivningarna runt Svojat växer i huvudsak lövfällande lövskog.